# 屏边新木姜子
屏边新木姜子（学名：Neolitsea pingbienensis）为樟科新木姜子属下的一个种。

## 扩展阅读
維基物種上的相關：屏边新木姜子